# 대한민국 제5대 대통령 선거 자유민주당 후보 선출
제5대 대통령 선거 자유민주당 후보 선출은 박정희의 범국민정당 운동의 결과로 창당된 자유민주당이 송요찬 전 내각수반을 제5대 대통령 선거에 내세울 당의 후보로 지명한 것을 말한다.

## 개요
김종필의 주도로 창당된 민주공화당과 김재춘의 주도로 추진된 일명 범국민정당은 여당의 자리를 놓고 신경전을 벌였다. 그러나 범국민정당이 유력 야당 인사 영입에 실패하고 국민의 호응을 받지 못하는 등 부진하자, 박정희 대통령은 결국 민주공화당을 선택했다.
당명을 자유민주당으로 정한 범국민정당은 이후 김재춘 최고위원이 정계를 은퇴하고 송요찬 최고위원이 구속되는 등 탄압을 받게 되었으며 점차 군사정권을 비판하는 야당 성향 정당으로 변모하게 되었다.
자유민주당은 1963년 9월 3일 창당대회를 개최하고 대표최고위원에 김준연, 최고위원에 송요찬·소선규·김재춘·김봉재를 추대하였으며, 대통령 후보 지명권을 중앙상무위원회에 위임하였다.
중앙상무위원회는 9월 5일 송요찬 전 내각수반을 대통령 후보로 추대하였으며, 감옥에 수감 중이던 송요찬 후보는 옥중에서 후보직 수락을 알렸다.

## 같이 보기
- 대한민국 제5대 대통령 선거